# زیگموند گابریل
زیگموند گابریل (آلمانی: Siegmund Gabriel; ۷ نوامبر ۱۸۵۱ – ۲۲ مارس ۱۹۲۴) شیمی‌دان اهل آلمان بود.